# 朝食の一覧
朝食の一覧（ちょうしょくのいちらん）では、世界を六大州に分けてそれぞれの地域の朝食を一覧にする。調理せずに食べられる食品や、発祥地が絞れず複数の大州に跨るか不明な料理は省く。

## アジア
| 名称                       | 画像 | 発祥地                  | 備考 | 出典                 |
| -------------------------- | ---- | ----------------------- | --- | -------------------- |
| アルパラタ                 |      | インド                  | インドとパキスタンで食べられるジャガイモを詰めたパラーター。 | [ 1 ] [ 2 ]          |
| イドゥリー                 |      | インド                  | 南インドやスリランカで朝食として食べられている、発酵させたケツルアズキと米を混ぜた生地で作った蒸しパン。                                                           | [ 3 ]                |
| ウプマ                     |      | インド                  | インドとスリランカの一般的な朝食。焙煎したセモリナや米粉を使った粘度が高い粥。                                                                                     | [ 4 ] [ 5 ]          |
| エッグブルジ               |      | インド亜大陸            | 炒り卵にソテーした微塵切りのタマネギ、唐辛子、その他の香辛料を加えたストリートフード。                                                                             | [ 6 ]                |
| オムレツ                   |      | イラン                  | 溶き卵を紡錘形に焼いた料理。 | [ 7 ] [ 8 ]          |
| オンノ・カウスェー         |      | ミャンマー              | カレー味の鶏肉とココナッツミルクのスープにベサンでとろみを加え、そこに麺を入れた物。                                                                               | [ 9 ] [ 10 ]         |
| カマン                     |      | インド                  | 生地をダール又はベサンから作り、オーブンで焼く際にレモン汁、セモリナ、ダヒを加える。最後に唐辛子を付け足す場合もある。                                             | [ 3 ] [ 11 ]         |
| カヤトースト               |      | シンガポール マレーシア | トーストにカヤジャムを塗って2度焼きした料理。半熟卵とセットで提供されるのが定番である。                                                                            | [ 12 ] [ 13 ]        |
| キリバット                 |      | スリランカ              | 米をココナッツミルクで煮込んで作る為、ライスプディングと見なせる。毎月1日の朝食に出される他、人生の節目にも食べる。                                                | [ 14 ] [ 15 ]        |
| クルチャ                   |      | インド亜大陸            | パキスタン人の朝食には不可欠なパン。 | [ 16 ]               |
| サッティ                   |      | フィリピン              | ミンダナオ島で食べられる、肉や糯米を串に刺して焼いた料理である。                                                                                                   | [ 17 ] [ 18 ]        |
| 生煎饅頭                   |      | 中国                    | 1900年代初頭から上海市では一般的な朝食の1つとなっている、小さな包子をフライパンで焼いた料理。                                                                      | [ 19 ] [ 20 ]        |
| シミット                   |      | オスマン帝国            | トルコで朝食や午後の間食として食べられる、表面がゴマ粒で覆われたパン。                                                                                             | [ 21 ]               |
| シログ                     |      | フィリピン              | シナンガグに目玉焼き、サラダ、肉料理を添えたフィリピンの朝の定食。                                                                                                 | [ 22 ]               |
| 焼餅                       |      | 中国                    | 発酵させた小麦粉の生地を丸く延ばして焼いた料理。台湾では朝食に食べられる。                                                                                         | [ 23 ] [ 24 ]        |
| ソイ                       |      | ベトナム                | 糯米やその他の材料を使ったベトナム料理。朝食やデザートとして食べられる。                                                                                           | [ 25 ]               |
| ソルロンタン               |      | 朝鮮                    | ウシの骨や内臓を煮込んで作られる乳白色に濁ったスープ。 | [ 26 ]               |
| タホ                       |      | フィリピン              | 新鮮な絹漉し豆腐、黒蜜、サゴヤシの澱粉をタピオカ状にした食品から作られるデザート。屋台でクリアカップに入れて売られている物があり、通勤途中の朝食として食べられる。 | [ 27 ]               |
| 卵掛けご飯                 |      | 日本                    | 飯に生卵を入れて混ぜ合わせ、醤油を掛けて食べる日本特有の朝食。 | [ 28 ] [ 29 ]        |
| 蛋餅                       |      | 台湾                    | 卵焼きにクレープの様な生地を巻いた台湾の朝食。屋台で売られている。                                                                                                 | [ 30 ]               |
| 茶粥                       |      | 日本                    | 茶袋や茶の煎じ汁で米を炊いて作った粥。古代の奈良では朝食に食べられていた。                                                                                         | [ 31 ] [ 32 ]        |
| 水粿                       |      | 中国                    | 蒸した餅にダイコンのレリッシュを乗せた料理で、シンガポール、タイ、マレーシアのジョホール州では朝食として扱われる。                                                 | [ 33 ] [ 34 ] [ 35 ] |
| 中国の煎餅                 |      | 中国                    | クレープに似た中国の伝統的なストリートフード。一般的に朝食として食べられる餅の1つ。                                                                                | [ 36 ] [ 37 ] [ 38 ] |
| チョーレー・バトゥーレー   |      | インド                  | チャナマサラをバトゥーラーと共に食べるパンジャーブの代表的な料理。                                                                                                 | [ 39 ]               |
| 点心                       |      | 中国                    | 中華料理で、食事代わりの軽い食品を纏めて呼ぶ名称。 | [ 40 ]               |
| 天津煎餅                   |      | 中国                    | 中国の煎餅の派生料理。リョクトウの粉と卵で作った生地の中に油条を入れ、甜麺醤、刻みネギ、時にはホットソースを掛けて食べる。                                         | [ 41 ]               |
| ドーサ                     |      | インド                  | 米と豆から作られるクレープに似た料理。良質な蛋白源でもある。 | [ 42 ]               |
| トマトオムレツ             |      | インド                  | マハーラーシュトラ州で作られる朝食。見た目から「オムレツ」と呼ばれるが実際には卵を含まず、生地の主な材料はベサンである。                                           | [ 43 ] [ 44 ] [ 45 ] |
| ナシゴレン                 |      | インドネシア マレーシア | ケチャップマニス等で調味し、サンバルを添えて食べるチャーハン。インドネシア、マレーシア、シンガポールの朝食に出される。                                             | [ 46 ] [ 47 ]        |
| ナシレマッ                 |      | マレーシア              | ココナッツミルクで炊いた飯。マレーシアとシンガポールの朝食に出される。                                                                                             | [ 48 ]               |
| 納豆                       |      | 日本                    | 煮たダイズに納豆菌を繁殖させて作った食品。日本では朝食の定番である。                                                                                               | [ 49 ] [ 50 ]        |
| 牛脷酥                     |      | 中国                    | 広東省又は福建省が起源で、その形からウシの舌やウマの耳に形容されこの名が付いた。甘さは控え目で、豆乳と一緒に朝食として食べられる。                                 | [ 51 ]               |
| バークリ                   |      | インド                  | 穀粉から作られる丸いフラットブレッド。 | [ 52 ]               |
| ハチャプリ                 |      | ジョージア              | ジョージア料理に分類されるチーズ入りのパン。アジャリア自治共和国内では、パンの中央に生卵を乗せる。                                                                 | [ 53 ]               |
| バトゥーラー               |      | インド                  | ウッタル・プラデーシュ州発祥の揚げパン。 | [ 3 ]                |
| パンデサル                 |      | フィリピン              | 日常的にフィリピンの朝食に出されるロールパン。 | [ 54 ]               |
| ファトゥート・サムネ       |      | イエメン                | フラットブレッドやピタを澄ましバターで揚げ、溶き卵と合わせた料理。                                                                                                 | [ 55 ]               |
| フォー                     |      | ベトナム                | ベトナム料理に使うライスヌードルで、汁に浸し任意の食材やハーブを添えて食べられる。                                                                                 | [ 56 ] [ 57 ]        |
| プットゥ                   |      | インド                  | 米粉、ココナッツ、塩で作る南アジアの朝食。海域東南アジアでも類似料理が作られている。                                                                               | [ 58 ]               |
| ブブル・カチャン・ヒジャウ |      | インドネシア            | リョクトウ、ココナッツミルク、パームシュガーから作るインドネシアの典型的な朝食。                                                                                   | [ 59 ] [ 60 ]        |
| ペサラットゥ               |      | インド                  | 南インドのアーンドラ・プラデーシュ州にて朝食用に作られるクレープ状のパンで、主な材料にリョクトウを使用している。                                                   | [ 61 ]               |
| マスフニ                   |      | モルディブ              | マグロ、タマネギ、ココナッツ、唐辛子を細かく刻んで混ぜた、モルディブを代表する朝食。                                                                               | [ 62 ]               |
| マッツァー・ブライ         |      | イスラエル              | 古代イスラエルで生まれたマッツァーを卵と炒めたアシュケナジムの料理。ユダヤ教の記念日である過越の朝食に食べられている。                                             | [ 63 ]               |
| マツン                     |      | アルメニア              | ヨーグルトに似ているアルメニアの発酵乳製品。ジョージアでは朝食に提供される。                                                                                       | [ 53 ]               |
| マナイーシ                 |      | レバント                | ピザに似たレバント料理で、頻繁に朝食に食べられている。 | [ 64 ]               |
| ミーゴレン                 |      | インドネシア            | 東南アジアで食べられる焼き蕎麦に似た料理。 | [ 65 ]               |
| ミーシェ                   |      | ミャンマー              | 朝食や軽食に食べられる、ライスヌードルに鶏か豚で作ったミートソースを掛けたビルマ料理。                                                                             | [ 66 ]               |
| 味噌汁                     |      | 日本                    | 味噌を出汁に溶かし、野菜や豆腐を入れた汁物。日本人の朝食として根付いている。                                                                                       | [ 2 ] [ 67 ] [ 68 ]  |
| メネメン                   |      | トルコ                  | 朝食としてパンと一緒に食べるのが一般的。名称はイズミル県に存在する同名の小さな町から取られた。                                                                     | [ 69 ] [ 70 ] [ 71 ] |
| モヒンガー                 |      | ミャンマー              | ナマズを煮込んだスープにライスヌードルを入れた麺料理。 | [ 72 ]               |
| 油条                       |      | 中国                    | 中国や東南アジアで食べられている揚げパン。薄い塩味で、縦に裂き易く作られている。                                                                                   | [ 73 ]               |
| ロティ                     |      | インド亜大陸            | タイ料理では、ロティで作ったラップをソースに浸して朝食に食べる。                                                                                                   | [ 74 ] [ 75 ]        |
| ロティ・ジョン             |      | シンガポール            | ホーカーセンターで人気のあるフレンチトーストに似た料理。 | [ 76 ] [ 77 ]        |
| ロティチャナイ             |      | マレーシア              | 東南アジアで朝食に食べられる平たいパン。 | [ 78 ] [ 79 ]        |

## ヨーロッパ
| 名称                     | 画像 | 発祥地                                   | 備考 | 出典                    |
| ------------------------ | ---- | ---------------------------------------- | --- | ----------------------- |
| アップル・ダンプリング   |      | イングランド                             | 皮を剥いたリンゴをパイ生地で包んでオーブンで焼く洋菓子。 | [ 80 ]                  |
| イングリッシュ・マフィン |      | イングランド                             | 平たい円形のパンで、横から2つに切りトーストして食べる。 | [ 81 ] [ 82 ]           |
| ヴァイスヴルスト         |      | ドイツ                                   | 挽いた仔牛肉とベーコンで作るバイエルン州のソーセージ。様々な香辛料を使って味付けする。 | [ 83 ]                  |
| ウォータービスケット     |      | イギリス                                 | アイルランドやイギリスで食べられる、薄く硬く脆いクラッカーの1つ。 | [ 84 ]                  |
| ウフ・アン・ムーレット   |      | フランス                                 | ベーコン、タマネギ、バター、赤ワイン、ブーケガルニから出来たソースで作るポーチドエッグ。 | [ 85 ]                  |
| オントバイトクック       |      | オランダ ベルギー                        | ライムギを主原料とし、チョウジ、シナモン、ショウガ、ナツメグ等の香辛料で味付けした茶色いケーキ。オランダ人が朝食に食べる。 | [ 86 ]                  |
| カーシャ                 |      | 東ヨーロッパ                             | 牛乳等で穀物や豆を煮た、粥に近い料理。 | [ 87 ]                  |
| カレリアンピーラッカ     |      | フィンランド                             | ライムギで作った生地にマッシュポテト等の具材を乗せて焼き上げ、バターと卵を乗せた料理。 | [ 88 ]                  |
| キッシュ                 |      | フランス                                 | 溶き卵やベーコン、クリーム等をパイ生地に入れて焼いたアルザス＝ロレーヌ起源の料理。 | [ 89 ] [ 90 ]           |
| クランペット             |      | イングランド及びウェールズ               | 表面に気泡の跡が目立つ円形のパン。食べる際はトーストしてバターを塗る。 | [ 91 ]                  |
| クリーチ                 |      | ロシア                                   | 正教会の基盤である地域で食べられるパン。 | [ 92 ]                  |
| クリングル               |      | スカンディナヴィア                       | 13世紀にカトリック教会の修道士がデンマークにプレッツェルを持ち込んだ事に端を発してスカンディナヴィア全土に広まった、プレッツェルの派生料理。                                                                                   | [ 93 ]                  |
| クレープ                 |      | フランス                                 | 小麦粉、牛乳、卵等を混ぜ合わせ、鉄板等で薄く円形に広げて焼き固めた料理。様々な具材をクレープで包んで食べる。 | [ 94 ] [ 95 ]           |
| クロワッサン             |      | オーストリア · フランス                  | 生地にバターを折り込んで焼いた三日月形のパン。 | [ 2 ] [ 96 ] [ 97 ]     |
| ケジャリー               |      | スコットランド?                          | インドの味を求めるスコットランドの連隊が考案した料理であるという説が示されている。 | [ 98 ] [ 99 ] [ 100 ]   |
| コゲル・モゲル           |      | 中央ヨーロッパ 東ヨーロッパ              | ヨーロッパのケヒッラーから広まった、卵黄と砂糖を混ぜて蜂蜜、バニラ、ココア、ラム酒等で風味付けをしたデザート。 | [ 101 ]                 |
| ココスブロード           |      | オランダ                                 | ココナッツを乾燥させて細かくし、型に押し込んだ食品。サンドイッチのトッピングに利用される。 | [ 102 ]                 |
| コラーチ                 |      | チェコ · スロバキア                      | ケシの実が入っている菓子パン。チェコからの移民がアメリカで広めた為、アメリカ人の朝食にもなっている。 | [ 93 ] [ 103 ]          |
| シナモンロール           |      | スウェーデン                             | シナモンの香りがする甘いペイストリー。 | [ 104 ] [ 105 ]         |
| シュトゥルーデル         |      | ハプスブルク帝国                         | 甘いフィリングが入った層状のペイストリー。オーストリア料理の1つだが、中央ヨーロッパ全体で広く食べられている。 | [ 106 ] [ 107 ]         |
| シルニキ                 |      | 東ヨーロッパ                             | クワルクから作るホットケーキ。朝食や軽食に食べられる。 | [ 108 ]                 |
| スコーン                 |      | スコットランド                           | 丸い小型の菓子パン。 | [ 109 ] [ 110 ] [ 111 ] |
| スフレ                   |      | フランス                                 | 泡立てた卵白に他の材料を入れて混ぜ、オーブンで焼いて膨らませた菓子。 | [ 112 ] [ 113 ]         |
| スモーブロー             |      | デンマーク                               | 多種多様な具材をパンが見えなくなる程に重ねるオープンサンドイッチ。 | [ 114 ]                 |
| ソーダブレッド           |      | アイルランド                             | 酵母で生地を発酵させず、炭酸水素ナトリウムで膨らませて作るパンの総称。 | [ 2 ] [ 115 ] [ 116 ]   |
| 茶色パン                 |      | アイルランド                             | 全粒粉を使った茶色いパン。 | [ 93 ]                  |
| チュロス                 |      | スペイン ポルトガル                      | 細く絞りだした生地を揚げた、棒状又は馬蹄形の揚げ菓子。 | [ 117 ] [ 118 ]         |
| チョリソ                 |      | スペイン                                 | 唐辛子やニンニクを粗挽きの豚肉と共に腸に詰めたソーセージ。 | [ 93 ] [ 119 ]          |
| デニッシュ               |      | デンマーク · オーストリア                | 「デニッシュ」は「デンマーク風」の意。油脂が多いパイ状の菓子パン。 | [ 120 ] [ 121 ] [ 122 ] |
| デビルド・キドニー       |      | イングランド                             | ラムの腎臓をスパイシーなソースで煮込む、ヴィクトリア朝時代に考案された朝食。夕食にも出される。 | [ 123 ]                 |
| ニョッキ                 |      | イタリア                                 | ジャガイモと小麦粉で作る団子状のパスタ。 | [ 124 ] [ 125 ]         |
| バゲット                 |      | フランス                                 | 棒状の細長いフランスパン。朝食にカフェ・オ・レと共に食べられる。 | [ 126 ] [ 127 ]         |
| ハッシュ                 |      | イングランド                             | 細切れ肉やジャガイモ、炒めたタマネギ等を使った料理。フランス語で「刻む」を意味する「hacher」から来ている。 | [ 7 ]                   |
| ハムエッグ               |      | イングランド                             | フライパンで薄切りのハムと卵を焼いた料理。伝統的なイングリッシュ・ブレックファスト、或いは古めかしいアメリカの朝食とも説明される。                                                                                             | [ 128 ] [ 129 ]         |
| パン・オ・ショコラ       |      | フランス                                 | チョコレートがクロワッサンの中に詰められている菓子パン。 | [ 130 ]                 |
| パン・オ・レザン         |      | フランス                                 | クロワッサンの生地にレーズンを加えて渦巻き状に成形した菓子パン。 | [ 131 ]                 |
| パン・ドーシ             |      | ポルトガル                               | ポルトガル語で「甘いパン」を意味する。牛乳、砂糖、卵、酵母、小麦粉、時にレモンの皮を使って作られる。 | [ 132 ]                 |
| ハンバーガー             |      | ドイツ                                   | 丸いパンにハンバーグを挟んだ料理。アメリカ人の2 %が朝食にハンバーガーを食べるとした調査がある。 | [ 133 ] [ 134 ]         |
| ビアリ                   |      | ポーランド                               | ベーグルより小さいパン。 | [ 135 ]                 |
| ビズコチョ               |      | スペイン                                 | スペイン語圏の様々なペイストリーにこの名が付けられたが、中にはカステラのルーツとされる菓子もある。 | [ 136 ]                 |
| ブーダン                 |      | フランス                                 | ブタの血液とラードをケーシングに詰めた食べ物。 | [ 93 ]                  |
| フリッタータ             |      | イタリア                                 | 肉やチーズ、野菜等の具材を使う卵料理。名称の由来は「揚げる」を意味するイタリア語の過去分詞形。 | [ 137 ]                 |
| フルーツプディング       |      | スコットランド                           | 穀粉、オートミール又はパン粉とウシのスエット、黒砂糖、レーズン、塩、シナモン等を混ぜて大きなソーセージの形にした料理。 | [ 138 ]                 |
| フル・ブレックファスト   |      | イギリス                                 | イギリスやアイルランドで出される朝食。 | [ 2 ] [ 139 ]           |
| ブレックファーストロール |      | アイルランド                             | ロールパンやバゲットにソーセージやベーコン、バター、トマトソース等のフィリングを挟んだ料理。 | [ 140 ] [ 141 ]         |
| ブレンター               |      | ドイツ                                   | シュヴァーベンで作られた、エンバクの粉を焙煎し水や乳で和えた料理。 | [ 142 ]                 |
| フレンチトースト         |      | ローマ帝国                               | スライスしたパンを卵、牛乳、砂糖等の混合物に浸してバターと共に焼く料理。 | [ 143 ] [ 144 ]         |
| ベーグル                 |      | ポーランド                               | リング状にした生地を茹でた後に焼いたパン。 | [ 145 ] [ 146 ] [ 147 ] |
| ベーコン                 |      | デンマーク?                              | 豚肉の塩漬けの燻製。 | [ 148 ] [ 149 ] [ 150 ] |
| ベーコンサンドイッチ     |      | イギリス                                 | 焼いたベーコンを挟んだサンドイッチ。 | [ 151 ]                 |
| ホットケーキ             |      | ギリシャ                                 | 古代ギリシアに最古の記述が残る、フライパンで小麦粉、牛乳、砂糖、卵、ベーキングパウダー、塩等を混ぜた物を焼いた料理。バターや蜂蜜、メープルシロップを掛けて食べる。                                                             | [ 7 ] [ 152 ]           |
| ポテトスコーン           |      | スコットランド                           | 茹でたジャガイモ、バター、塩で作るスコーンの派生料理。 | [ 153 ]                 |
| ポテトパンケーキ         |      | 中央ヨーロッパ · ベラルーシ · リトアニア | 中央ヨーロッパ周辺で作られるジャガイモを生地に使うホットケーキの総称。 | [ 2 ] [ 154 ]           |
| ポンチキ                 |      | ポーランド                               | 生地の中にジャムを充填して揚げた料理。中身の入ったドーナツとも表現される。 | [ 155 ]                 |
| マラサダ                 |      | ポルトガル                               | マデイラ諸島が起源だが、ポルトガルでの知名度は高くない。1878年、マデイラ諸島やアゾレス諸島から労働者がハワイ州に渡った際にマサラダを含む伝統的な食べ物を持ち込んだ為、ハワイ島にはマラサダを専門に扱うベーカリーが数多くある。 | [ 93 ] [ 156 ] [ 157 ]  |
| ミガス                   |      | イベリア半島                             | メキシコ料理のミガスは朝食に食べられる。 | [ 93 ] [ 158 ] [ 159 ]  |
| ミューズリー             |      | スイス                                   | サナトリウムの入院患者の為に作られたシリアル食品の1つ。本来は夕食に食べていた。 | [ 160 ]                 |
| モンキーブレッド         |      | ハンガリー                               | 名称は、フィンガーフードとしてサルの様にパンを摘んで食べる動作から来ている。 | [ 161 ] [ 162 ]         |
| リングィーサ             |      | ポルトガル                               | ブラジル、アメリカ、日本の沖縄県でも食べられるソーセージ。 | [ 93 ]                  |
| レシュティ               |      | スイス                                   | ベルン州の農民の朝食として誕生したジャガイモ料理。 | [ 163 ]                 |
| レフセ                   |      | ノルウェー                               | 通常牛乳又はクリームとジャガイモ、小麦粉、バターを使って作られる、伝統的な柔らかいフラットブレッド。 | [ 93 ] [ 164 ]          |
| ワッフル                 |      | フランス ベルギー                        | 砂糖、卵、小麦粉等で作った生地を焼き型の凹凸を残して焼いた、フランス北部、ベルギーの伝統的な菓子。 | [ 7 ] [ 165 ] [ 166 ]   |

## アフリカ
| 名称           | 画像 | 発祥地                                               | 備考                                                                                                   | 出典                    |
| -------------- | ---- | ---------------------------------------------------- | --- | ----------------------- |
| インジェラ     |      | エチオピア帝国                                       | テフの粉で作られたサワードウを使って焼いたフラットブレッドで、スポンジの様な食感を持つ。               | [ 167 ]                 |
| カトゴ         |      | ウガンダ                                             | 主な材料は牛肉、ギー、豆から作るソースとマトケである。                                                 | [ 2 ] [ 168 ]           |
| ザアルーク     |      | モロッコ                                             | ナスを焼いてからトマトと混ぜ、ニンニクと香辛料で味付けした料理。                                       | [ 169 ] [ 170 ]         |
| サバーヤド     |      | ソマリア ジブチ                                      | ソマリアでは朝食や夕食に食べられるフラットブレッドである。インド亜大陸で作られるパラーターに近い料理。 | [ 171 ]                 |
| パフパフ       |      | サブサハラアフリカ                                   | サハラ砂漠より南の地域で食べられる揚げパン。                                                           | [ 172 ]                 |
| パルミエ       |      | フランス領アルジェリア                               | 20世紀初頭に考案された菓子パイ。名称の由来はヤシの葉だが、ブタやゾウの耳に例えられる場合もある。       | [ 173 ]                 |
| フライドチーズ |      | エジプト                                             | キプロス、ギリシャ、レバノン、シリア、トルコで朝食に食べられる、チーズを油で揚げる料理。               | [ 174 ]                 |
| フリッカデル   |      | 南アフリカ共和国                                     | タマネギ、卵、酢、香辛料と牛肉で作ったミートボールを焼き、又は揚げた料理。                             | [ 175 ] [ 176 ]         |
| フル・メダメス |      | エジプト                                             | ソラマメにオリーブ・オイルとクミンを加え、そこに野菜やハーブ、香辛料を加えて煮込んだ料理。             | [ 2 ] [ 177 ] [ 178 ]   |
| マンダジ       |      | タンザニア · ケニア · ウガンダ · ルワンダ · ブルンジ | 東アフリカで広く食べられる甘さが控え目の揚げパン。                                                     | [ 179 ]                 |
| ムセメン       |      | マグリブ                                             | 主にモロッコやその周辺国で、蜂蜜やハーブティ又はコーヒーと共に朝食に食べられる。                       | [ 180 ] [ 181 ] [ 182 ] |
| ワチェ         |      | ガーナ                                               | 一般的には朝食や昼食に食べられる、米と豆を炊いた料理。                                                 | [ 2 ] [ 183 ] [ 184 ]   |

## 北アメリカ
| 名称                             | 画像 | 発祥地                          | 備考 | 出典                    |
| -------------------------------- | ---- | ------------------------------- | --- | ----------------------- |
| アキー・アンド・ソルトフィッシュ |      | ジャマイカ                      | アキーとタラの塩漬けからなるジャマイカの国民食。 | [ 185 ] [ 186 ]         |
| アナダマ・ブレッド               |      | アメリカ合衆国                  | 小麦粉、コーンミール、糖蜜から作られるニューイングランドのパン。 | [ 93 ]                  |
| ウエボス・モトゥレニョス         |      | メキシコ                        | インゲンマメとチーズの入ったトルティーヤに卵を乗せた料理で、その他適宜でハム、エンドウ、プランテン、サルサ等の具材が入る。                                                   | [ 187 ]                 |
| ウエボス・ランチェロス           |      | メキシコ                        | 午前半ばにメキシコの地方の農場で伝統的に提供される、2つの目玉焼きとチラキレスからなる卵料理。目玉焼きはそれぞれ別の種類のサルサで味付けをする。                              | [ 188 ] [ 189 ]         |
| エッグインザバスケット           |      | アメリカ合衆国                  | スライスした食パンに穴を開け、その中で卵を焼く料理。 | [ 190 ]                 |
| エッグズ・アンド・ブレインズ     |      | アメリカ合衆国                  | スクランブルエッグとブタの脳を組み合わせた料理。アメリカ中西部では「ブレインズ・アンド・エッグズ」の名で朝食に提供される場合が多い。                                         | [ 93 ] [ 191 ] [ 192 ]  |
| エッグベネディクト               |      | アメリカ合衆国                  | ハム、サケ、ポーチドエッグ等をイングリッシュ・マフィンに乗せ、その上にオランデーズソースを掛けた料理。                                                                       | [ 193 ]                 |
| エンチラーダ                     |      | メキシコ                        | スパイシーなソースとチーズを、調理した肉等を巻いたトルティーヤに掛けた料理。                                                                                                 | [ 194 ]                 |
| ガージョ・ピント                 |      | コスタリカ ニカラグア           | 中央アメリカの伝統的なライス・アンド・ビーンズ。サワークリームやトルティーヤと共に提供される場合がある。                                                                     | [ 2 ] [ 195 ]           |
| カボチャパン                     |      | アメリカ合衆国                  | ネイティブ・アメリカン由来のカボチャから作るパン。 | [ 196 ] [ 197 ]         |
| カラ                             |      | アメリカ合衆国                  | 飯、酵母、砂糖、卵、穀粉で作るダンプリングで、ニューオーリンズでは朝食として提供される。                                                                                     | [ 198 ] [ 199 ]         |
| キューバンブレッド               |      | アメリカ合衆国 · キューバ       | キューバンサンドイッチを作る工程で使用するパン。 | [ 93 ]                  |
| グリアード                       |      | アメリカ合衆国                  | 牛肉をスープストックで煮込んで作るクレオール料理。 | [ 200 ] [ 201 ]         |
| クリームドエッグ・オン・トースト |      | アメリカ合衆国                  | ベシャメルソースと粗く刻んだ固茹で卵を混ぜ、トーストの上に乗せた料理。 | [ 202 ]                 |
| グリッツ                         |      | アメリカ合衆国                  | アメリカ南部のソウルフードであるコーングリッツから作られた粥。 | [ 201 ] [ 203 ]         |
| クレトン                         |      | カナダ                          | ケベック州の伝統料理で、朝食のトーストに塗られる冷たい豚肉のスプレッド。 | [ 204 ]                 |
| ゲッタ                           |      | アメリカ合衆国                  | ドイツ系アメリカ人が齎した、オートミールと豚又は牛の挽肉のマッシュ。 | [ 124 ]                 |
| コーヒーケーキ                   |      | アメリカ合衆国                  | ユダヤ系アメリカ人が広めたコーヒー風味のスポンジケーキ。コーヒーや紅茶と一緒に食べる甘いケーキを指す場合もある。                                                             | [ 205 ] [ 206 ] [ 207 ] |
| シュリンプ・アンド・グリッツ     |      | アメリカ合衆国                  | エビとグリッツで構成されるサウスカロライナ・ローカントリーの伝統的な朝食。                                                                                                   | [ 93 ]                  |
| ジョニーケーキ                   |      | アメリカ合衆国                  | コーンミールのフラットブレッド。アメリカの初期の主食で、ニューファンドランド島からジャマイカ迄の大西洋岸でも作られている。                                                   | [ 93 ] [ 185 ] [ 208 ]  |
| シリアル食品                     |      | アメリカ合衆国                  | 穀物の加工食品。 | [ 209 ] [ 210 ]         |
| スクラップル                     |      | アメリカ合衆国                  | ブタの屑肉を寄せ集めて穀粉で固めた料理。 | [ 93 ] [ 211 ]          |
| スタンプアンドゴー               |      | ジャマイカ                      | 塩漬けの魚で作った朝食用のフリッター。ジャマイカのファーストフードの元祖とも言われている。                                                                                   | [ 185 ]                 |
| ストラタ                         |      | アメリカ合衆国                  | 主にパン、卵、チーズ、好みの具材で作る層状のキャセロール。パンと具材を互い違いに重ねることで層を作る。                                                                       | [ 212 ]                 |
| スリンガー                       |      | アメリカ合衆国                  | 卵、ハッシュドポテト、挽肉で作ったパテにチリコンカーン、チーズ、タマネギをトッピングした料理。セントルイスで朝食に提供される。                                               | [ 93 ] [ 213 ]          |
| ソーセージグレイビー             |      | アメリカ合衆国                  | 豚肉のソーセージとその油から作ったグレイビーソース。アメリカ南部の伝統的な朝食料理で、ビスケット等に掛けて食べる。                                                           | [ 214 ] [ 215 ]         |
| タートン                         |      | カナダ                          | パン生地をフライパンで焼いた料理。ニューファンドランド島のポピュラーな朝食。                                                                                                 | [ 216 ] [ 217 ]         |
| ダッチ・ベイビー・パンケーキ     |      | アメリカ合衆国                  | 朝食に出されるポップオーバーの1つ。 | [ 218 ] [ 219 ]         |
| ダブルス                         |      | トリニダード・トバゴ            | 2つの揚げパンの上に煮たカレー味のヒヨコマメを乗せたストリートフード。カリブ海地域で広く食べられる。                                                                          | [ 220 ]                 |
| タントースト                     |      | アメリカ合衆国                  | スクランブルエッグと牛タンを乗せたオープンサンドイッチ。20世紀に廃れた。 | [ 221 ] [ 222 ]         |
| チキン・アンド・ワッフル         |      | アメリカ合衆国                  | 植民地時代の17世紀、ペンシルバニア・ダッチの家庭で生まれた組み合わせ。 | [ 223 ]                 |
| チップトビーフ・オン・トースト   |      | アメリカ合衆国                  | ベシャメルソースで煮込んだチップトビーフをトーストに掛けた料理。 | [ 93 ]                  |
| チョコレートグレイビー           |      | アメリカ合衆国                  | 脂肪、ココアパウダー等から作られるソースで、オザーク高原やアパラチア山脈では日曜日の朝に焼いたビスケットと一緒に出される場合が多い。                                         | [ 93 ] [ 224 ] [ 225 ]  |
| チラキレス                       |      | メキシコ                        | トルティーヤを揚げてソースを掛けたメキシコの伝統的な朝食。 | [ 2 ] [ 226 ]           |
| テキサストースト                 |      | アメリカ合衆国                  | パンを通常の倍の厚さにスライスし、両面にバター又はガーリックバターを塗って作るトースト。チーズを乗せてグリルドチーズにする事もある。                                         | [ 227 ]                 |
| ドーナツ                         |      | アメリカ合衆国                  | オランダ移民が切っ掛けとなって生まれた輪形、円形の洋菓子。 | [ 228 ] [ 229 ]         |
| ハッシュドポテト                 |      | アメリカ合衆国                  | 茹でたジャガイモを刻み、平たく纏めた後に油で揚げた料理。 | [ 230 ] [ 231 ]         |
| バナナブレッド                   |      | アメリカ合衆国                  | 潰したバナナから作るパン。 | [ 232 ] [ 233 ]         |
| ハングタウンフライ               |      | アメリカ合衆国                  | 1850年代のカリフォルニア・ゴールドラッシュで有名になった、ベーコンとカキを卵と炒め合わせたオムレツ。                                                                         | [ 93 ] [ 234 ]          |
| ビスケット・アンド・グレイビー   |      | アメリカ合衆国                  | アメリカ南部で食べられる、柔らかいビスケットにグレイビーソースを掛ける料理。                                                                                                 | [ 235 ]                 |
| フライドチキン                   |      | アメリカ合衆国                  | 鶏肉に調味料や小麦粉等を塗して揚げた料理。西オーストラリア州のパースでは、朝食として食べられる。                                                                             | [ 236 ] [ 237 ]         |
| フライブレッド                   |      | アメリカ合衆国                  | ネイティブ・アメリカンが作った、平たいパン生地を油やショートニング、ラード等で揚げ、甘味料で味付けした料理。フライドブレッドとは似て非なる物である。                         | [ 93 ]                  |
| ブレックファストサンドイッチ     |      | アメリカ合衆国                  | ベーコンや卵等のそれ単体で朝食として食べる食品を挟んだサンドイッチ。 | [ 238 ]                 |
| ブレックファストソーセージ       |      | アメリカ合衆国                  | 通常黒胡椒とセージで味付けされる新鮮な豚肉のソーセージ。 | [ 239 ] [ 240 ]         |
| ブレックファストタコス           |      | アメリカ合衆国                  | トウモロコシの粒が具材として入るのが特徴。 | [ 93 ] [ 241 ]          |
| ブレックファスト・ブリトー       |      | アメリカ合衆国                  | チリソースを添えたブリート。 | [ 242 ] [ 243 ]         |
| ベアクロウ                       |      | アメリカ合衆国                  | クマの鉤爪が名前の由来のペイストリー。 | [ 244 ]                 |
| ベイクドビーンズ                 |      | アメリカ合衆国                  | アメリカ先住民に起源を持つ、インゲンマメに甘辛いソースを絡ませた料理。 | [ 245 ]                 |
| ベーグル・アンド・クリームチーズ |      | アメリカ合衆国                  | ベーグルにクリームチーズを塗り広げるニューヨーク市の料理。 | [ 246 ]                 |
| ベーコンエッグチーズサンドイッチ |      | アメリカ合衆国                  | ベーコン、卵、チーズが具材のサンドイッチ。 | [ 247 ]                 |
| ポークロール                     |      | アメリカ合衆国                  | 1856年以来ニュージャージー州の定番料理として親しまれている。カイザーロールにポークロール、卵、チーズを乗せ、塩、コショウ、ケチャップを掛けて食べるのが伝統的な食べ方である。 | [ 248 ]                 |
| ホームフライ                     |      | アメリカ合衆国?                 | ジャガイモ料理の1つで、皮を剥いて角切りにしたジャガイモをフライパンやスキレットで焼いて作る。                                                                                | [ 249 ]                 |
| ポップオーバー                   |      | アメリカ合衆国                  | ヨークシャー・プディングに似た、バターと卵から作る中が空洞のロールパン。 | [ 250 ]                 |
| マックグリドル                   |      | アメリカ合衆国                  | 朝のみにマクドナルドで提供される、シロップの入ったパンケーキで豚肉のソーセージを挟んだ料理。                                                                                 | [ 251 ]                 |
| マックマフィン                   |      | アメリカ合衆国                  | 朝のみにマクドナルドで提供されるイングリッシュ・マフィンを使った料理。ベーコン、卵、ソーセージ等、挟む具材でメニューの名称が変化する。                                       | [ 252 ] [ 253 ]         |
| マング                           |      | ドミニカ共和国                  | プランテンを茹でて潰し、サラミ、卵、チーズ、バターを加えたドミニカ共和国の国民的な朝食。                                                                                     | [ 2 ] [ 254 ]           |
| モンテ・クリスト・サンドイッチ   |      | カナダ アメリカ合衆国           | チーズとハムを挟んだ食パンを卵液に浸し、バターで両面を焼いた料理。 | [ 255 ]                 |
| ランダウン                       |      | ジャマイカ トリニダード・トバゴ | 塩漬けのサバ、ココナッツミルク、トマト、その他様々な野菜や香辛料を使った伝統的なシチュー。                                                                                   | [ 185 ]                 |
| リバーマッシュ                   |      | アメリカ合衆国                  | ブタの肝臓と頭部、コーンミール、香辛料を使って調理されたノースカロライナ州の郷土料理。                                                                                       | [ 93 ]                  |
| ロコモコ                         |      | アメリカ合衆国                  | 飯の上に目玉焼きとハンバーグを乗せ、グレイビーソースを掛けたハワイ料理。 | [ 93 ] [ 256 ]          |

## 南アメリカ
| 名称           | 画像 | 発祥地       | 備考 | 出典                  |
| -------------- | ---- | ------------ | --- | --------------------- |
| アサイーボウル |      | ブラジル     | アサイーの果実を凍らせて潰した料理。ハワイ州では朝食に人気である。                                                                                     | [ 257 ] [ 258 ]       |
| アレパ         |      | 南アメリカ   | 先コロンブス期から存在するコロンビアやベネズエラで作られるパン。                                                                                       | [ 259 ]               |
| サルテーニャ   |      | ボリビア     | 甘辛いソースと絡めた肉の細切れを生地に入れて焼いたエンパナーダ。ボリビアのポピュラーな朝食。                                                           | [ 2 ] [ 260 ] [ 261 ] |
| セビチェ       |      | ペルー       | 鮮魚と柑橘類の果汁から作ったマリネ。 | [ 2 ] [ 262 ]         |
| チャングア     |      | コロンビア   | ボヤカ県周辺で飲まれる朝食用の卵と乳のスープ。 | [ 2 ] [ 263 ]         |
| パンデボノ     |      | コロンビア   | コロンビアで朝食に食べられるチーズパン。伝統的には、焼き立ての状態をホット・チョコレートと一緒に食べる。                                               | [ 264 ]               |
| パン・デ・ユカ |      | 南アメリカ   | キャッサバの粉とチーズで作られた、エクアドル西部とコロンビア南部の代表的なパン。ボリビアでは茶と共に朝食に提供される。                                 | [ 265 ]               |
| ペベテ         |      | アルゼンチン | 小麦粉で作られた柔らかい楕円形のバンズ。サンドイッチを作るのに利用されており、通常はチーズ、塩漬けの肉、トマト、マヨネーズ等を挟んで食べる。           | [ 266 ]               |
| マンドカ       |      | ベネズエラ   | スリア州だけで作られている、リング状にしたコーンミールを揚げた料理。朝食で食べられる頻度が高く、通常はバターやチーズ、コーヒーと一緒に熱い内に食べる。 | [ 267 ]               |

## オセアニア
| 名称             | 画像 | 発祥地                          | 備考 | 出典                    |
| ---------------- | ---- | ------------------------------- | --- | ----------------------- |
| ソーセージシズル |      | オーストラリア                  | スライスしたパンやホットドッグ用のバンズに、牛肉又は豚肉のソーセージ、炒めたタマネギを挟み、様々な調味料を掛けた料理。                                                         | [ 268 ] [ 269 ]         |
| ダンパー         |      | オーストラリア                  | 酵母を使わずに、ベーキングパウダー入りの小麦粉と水で作ったパン。短時間で作れる速成パンに分類され、朝に焼き立ての状態で食べられる。                                             | [ 270 ] [ 271 ]         |
| パヴロヴァ       |      | オーストラリア ニュージーランド | 焼いたメレンゲ、クリームと果物で作ったケーキ。メルボルンのカフェの中には朝食に提供する店もある。                                                                               | [ 272 ] [ 273 ]         |
| ラプラプ         |      | バヌアツ                        | パンノキの果実、バナナ、タロイモ、ヤム等を潰したペーストをバナナの葉で包み焼きにし、ココナッツクリームを添えて食べる。豚肉、牛肉、鶏肉、オオコウモリ等の肉を加える場合もある。 | [ 274 ] [ 275 ] [ 276 ] |